# Frédéric III de Legnica
Frédéric III de Legnica (polonais Fryderyk III Legnicki) (22 février 1520 – † 15 décembre 1570) est un duc de Legnica de 1547 à 1551 et de 1556 à 1559 il est deux fois déposé par les empereurs Charles Quint et Ferdinand Ier.

## Origine
Frédéric III est le fils ainé de Frédéric II, duc de Legnica-Brzeg, et de sa seconde épouse Sophie de Brandebourg-Ansbach-Culmbach, fille de Frédéric II de Brandebourg-Ansbach.

## Règne
Après la mort de son père en 1547, Frédéric III lui succède à Legnica pendant que son jeune frère Georges dit « le Pieux » prend possession de Brzeg.
Dès le début de son règne il s'oppose à l'Empereur Charles Quint, se joint à la Coalition des princes protestants rebelles et fait alliance avec l'adversaire juré des Habsbourg le roi Henri II de France. Ce comportement entraine l'intervention de Charles V dans le Duché de Legnica et la déposition formelle de Frédéric III en 1551. Son fils ainé Henri XI est déclaré duc mais encore mineur il est placé sous la régence de son oncle Georges II de Brzeg.
L'abdication de Charles V en 1556 modifie la situation Frédéric III ; le nouvel empereur, Ferdinand Ier, roi de Bohême et de Hongrie, frère et successeur de Charles Quint, le restaure à Legnica après sa promesse de loyauté et d'obéissance envers lui. Malheureusement la conduite de Frédéric III oblige l'empereur à le déposer une seconde fois le 27 octobre 1559. Cette fois Henri XI est placé directement sur le trône et devient duc de Legnica et Frédéric III est incarcéré à Legnica pendant les onze années suivantes, jusqu'à sa mort.

## Union et postérité
Frédéric III épouse à Legnica le 3 mars 1538, Catherine de Mecklembourg-Schwerin (14 avril 1518 – † 17 novembre 1581), fille de Henri V de Mecklenburg-Schwerin. Ils ont six enfants:
- Henri XI.
- Sophie (née 15 avril 1541 – † 7 aout 1542).
- Catherine (née 7 février 1542 – † 3 septembre 1569), épouse le 28 décembre 1563 Frédéric Casimir de Cieszyn.
- Frédéric (né 29 aout 1543 – † avant 1551).
- Hélène (née mars 1545/47 – † 16 septembre 1583), épouse en 1568 Siegmund II de Kurzbach-Militsch, Baron de Trachenberg.
- Frédéric IV .

## Sources
- (en) Cet article est partiellement ou en totalité issu de l’article de Wikipédia en anglais intitulé « Frederick III of Legnica » (voir la liste des auteurs), édition du 2 juillet 2014.
- (en) & (de) Peter Truhart, Regents of Nations, K. G Saur Münich, 1984-1988 (ISBN 359810491X), Art. « Liegnitz (Pol. Legnica) + Goldberg », p.  2451-2452.
- (de) Europäische Stammtafeln Vittorio Klostermann, Gmbh, Francfort-sur-le-Main, 2004  (ISBN 3465032926),  Die Herzoge von Schlesien, in Liegnitz 1352-1596, und in Brieg 1532-1586 des Stammes der Piasten  Volume III Tafel 10.